# Senda estelar

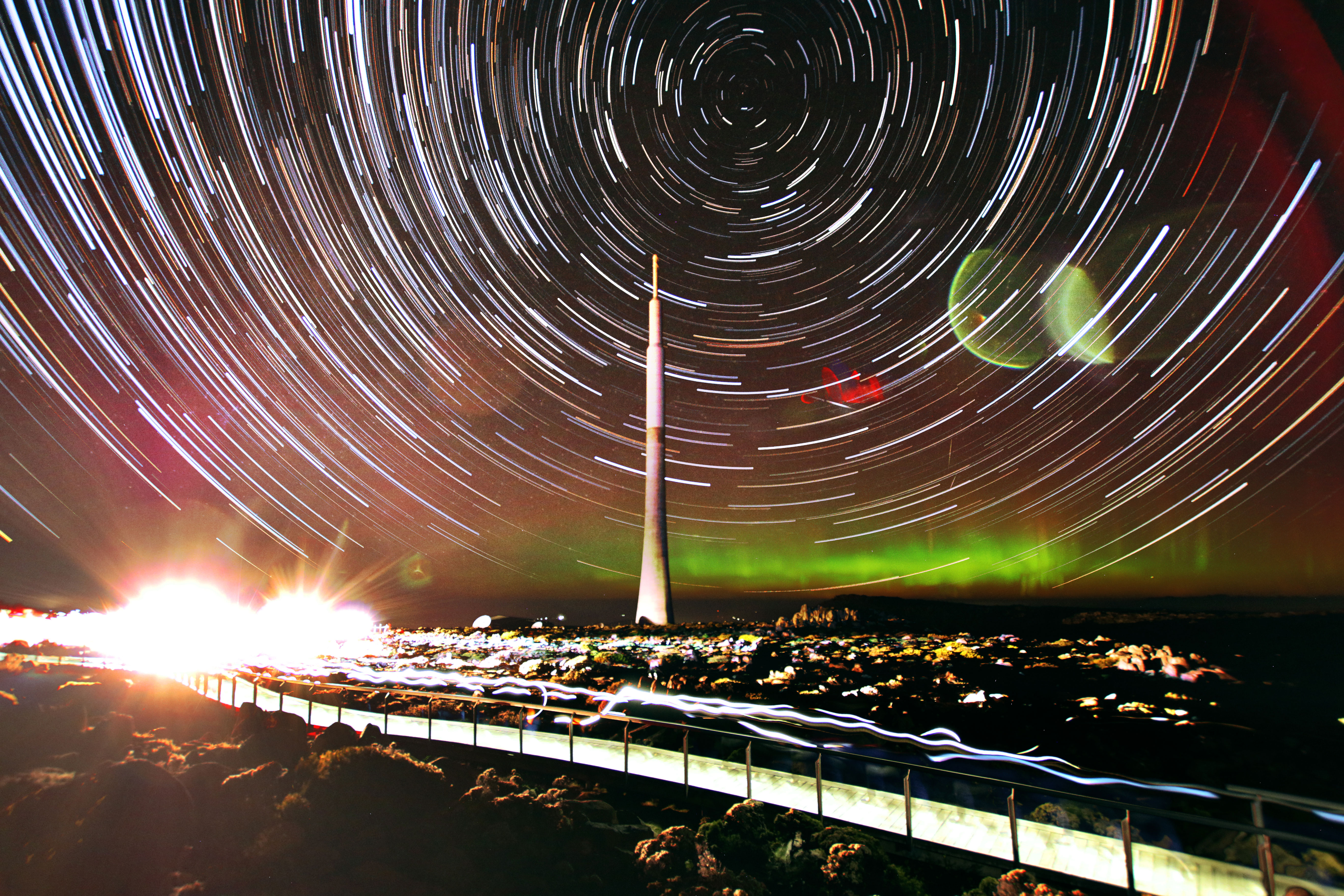
Todas las estrellas en el cielo nocturno parecen rodear el polo celeste (el polo sur en esta foto). Durante un período de varias horas, este movimiento aparente deja rastros de estrellas. Senda estelar fotografiada desde el Monte Wellington, Tasmania. Aurora polar visible en el fondo.

Un rastro, senda o sendero estelar (del inglés, star trail /stɑːr treɪl/; «rastro de estrellas») es un tipo de fotografía que usa largos tiempos de exposición para capturar el movimiento aparente de las estrellas en el cielo nocturno debido a la rotación de la Tierra. Una fotografía de estela de estrellas muestra estrellas individuales como rayas a lo largo de la imagen, con exposiciones más largas que producen arcos más largos. 
Las velocidades de obturación típicas para capturar sendas estelares varían de los 15 minutos a varias horas, y se requiere el modo bulb («bombilla») de la cámara para abrir el obturador por un período más largo de lo habitual. 
Los astrónomos profesionales han utilizado las sendas estelares para medir la calidad de los lugares de observación de los principales telescopios.

## Capturar imágenes de rastro de estrellas
Las fotografías de sendas estelares se capturan colocando una cámara en un trípode, apuntando la lente hacia el cielo nocturno y permitiendo que el obturador permanezca abierto durante un largo período de tiempo. Los rastros de estrellas se consideran relativamente fáciles de crear para los astrofotógrafos aficionados. Los fotógrafos generalmente hacen estas imágenes usando una cámara réflex con su enfoque de lente establecido en infinito. Un disparador de cable permite al fotógrafo mantener el obturador abierto durante el tiempo deseado. Los tiempos de exposición típicos varían de 15 minutos a muchas horas, dependiendo de la longitud deseada de los arcos de la trayectoria de la estrella para la imagen. A pesar de que las imágenes del rastro de estrellas se crean en condiciones de poca luz, los tiempos de exposición prolongados permiten películas rápidas, como ISO 200 e ISO 400. Para capturar rastros de estrellas, se recomienda gran apertura del diafragma, como f5.6 y f4.
Debido a que los tiempos de exposición para las fotografías de los senderos estelares pueden durar varias horas, las baterías de la cámara pueden agotarse fácilmente. Las cámaras analógicas que no requieren de baterías para abrir y cerrar el obturador tienen una ventaja sobre las cámaras digitales más modernas que dependen de la energía de la batería. Otro problema con el que se encuentran las cámaras digitales es el aumento del ruido del detector al aumentar el tiempo de exposición.
El astronauta estadounidense Don Pettit registró rastros estelares con una cámara digital de la Estación Espacial Internacional en la órbita terrestre entre abril y junio de 2012. Pettit describió su técnica de la siguiente manera: «las imágenes de mi star trail las hice tomando una exposición de tiempo de aproximadamente 10 a 15 minutos. Sin embargo, con las cámaras digitales modernas, 30 segundos es aproximadamente la exposición más larga posible, debido a que el ruido del detector electrónico efectivamente disipa la imagen. Para lograr las exposiciones más largas, hago lo que hacen muchos astrónomos aficionados. Tomo múltiples exposiciones de 30 segundos, y luego las apilo usando software de edición de imágenes, lo que produce una exposición más larga».

## Rotación de la Tierra

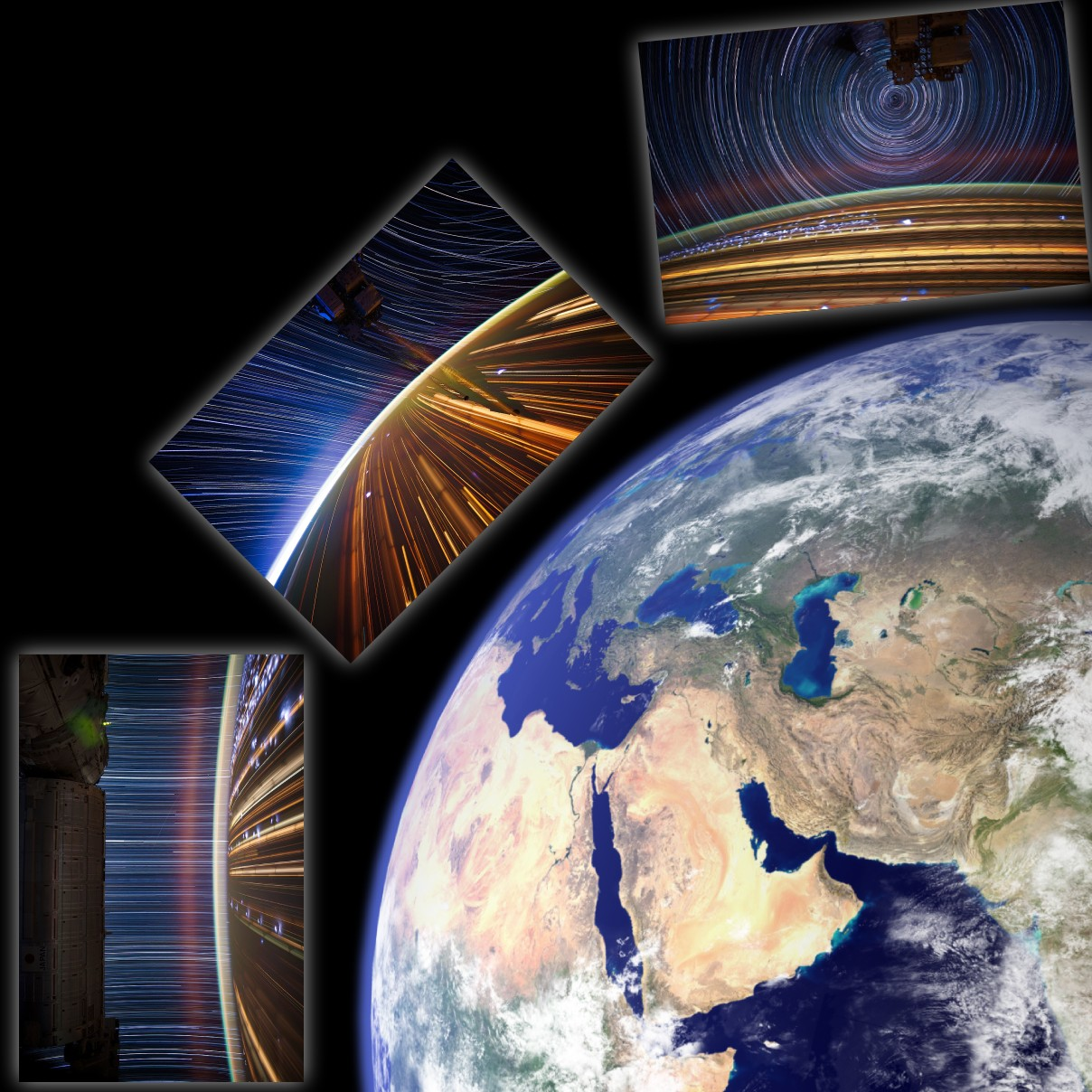
Diagrama que muestra el movimiento aparente de las estrellas dependiendo de la posición y orientación del observador. Cerca del polo terrestre las estrellas rotan en torna al polo celeste. Conforme más se acerca al ecuador terrestre las estrellas se moverán en perpendicular al horizonte. Fotos: NASA/Don Pettit.

Las fotografías de las sendas estelares son posibles debido a la rotación de la Tierra sobre su eje. El movimiento aparente de las estrellas se registra en su mayoría como rayas curvas en la película o detector.
Para los observadores en el hemisferio norte, apuntar la cámara hacia el norte crea una imagen con arcos circulares concéntricos centrados en el polo celeste norte (muy cerca de Polaris) en sentido antihorario.
Para aquellos en el hemisferio sur, este mismo efecto se logra apuntando la cámara hacia el sur. En este caso, las rayas del arco se centran en el polo celeste sur (cerca de Sigma Octantis) en sentido horario. 
Al apuntar la cámara hacia el este o hacia el oeste muestra rayas rectas en el ecuador celeste, que se inclina en ángulo con respecto al horizonte. La medida angular de esta inclinación depende de la latitud del fotógrafo (L), que es igual a 90° − L.

## Experimentación astronómica
Los astrónomos pueden utilizar las fotografías de la trayectoria de las estrellas para determinar la calidad de una ubicación para las observaciones del telescopio. Las observaciones del rastro de estrellas de Polaris se han utilizado para medir la calidad de la visión en la atmósfera y las vibraciones en los sistemas de montaje de telescopios. La primera sugerencia registrada de esta técnica es del libro A Skinner of Celestial Photography de 1931 de ES Skinner.

## Galería

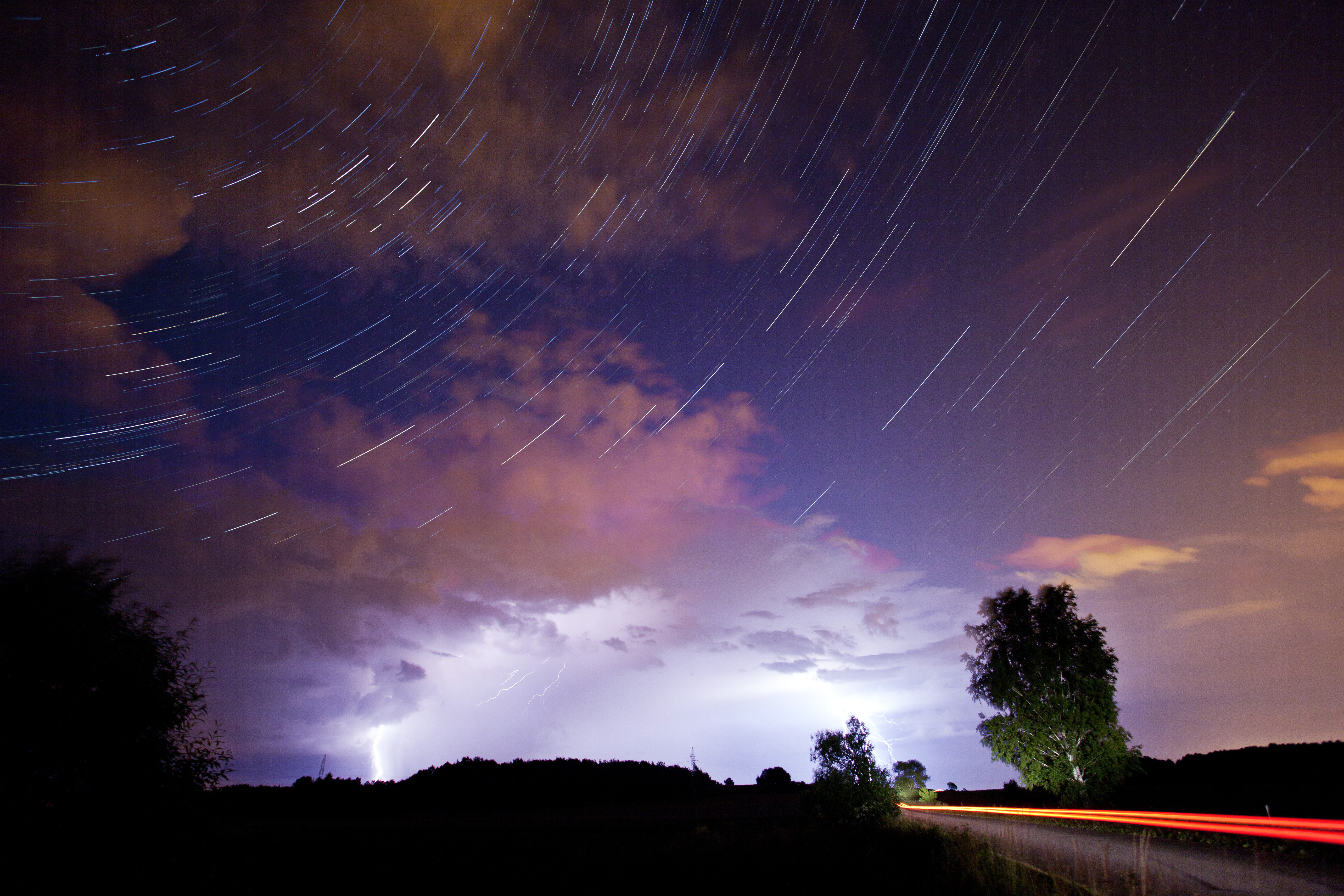
La constelación de Casiopea sobre una tormenta.
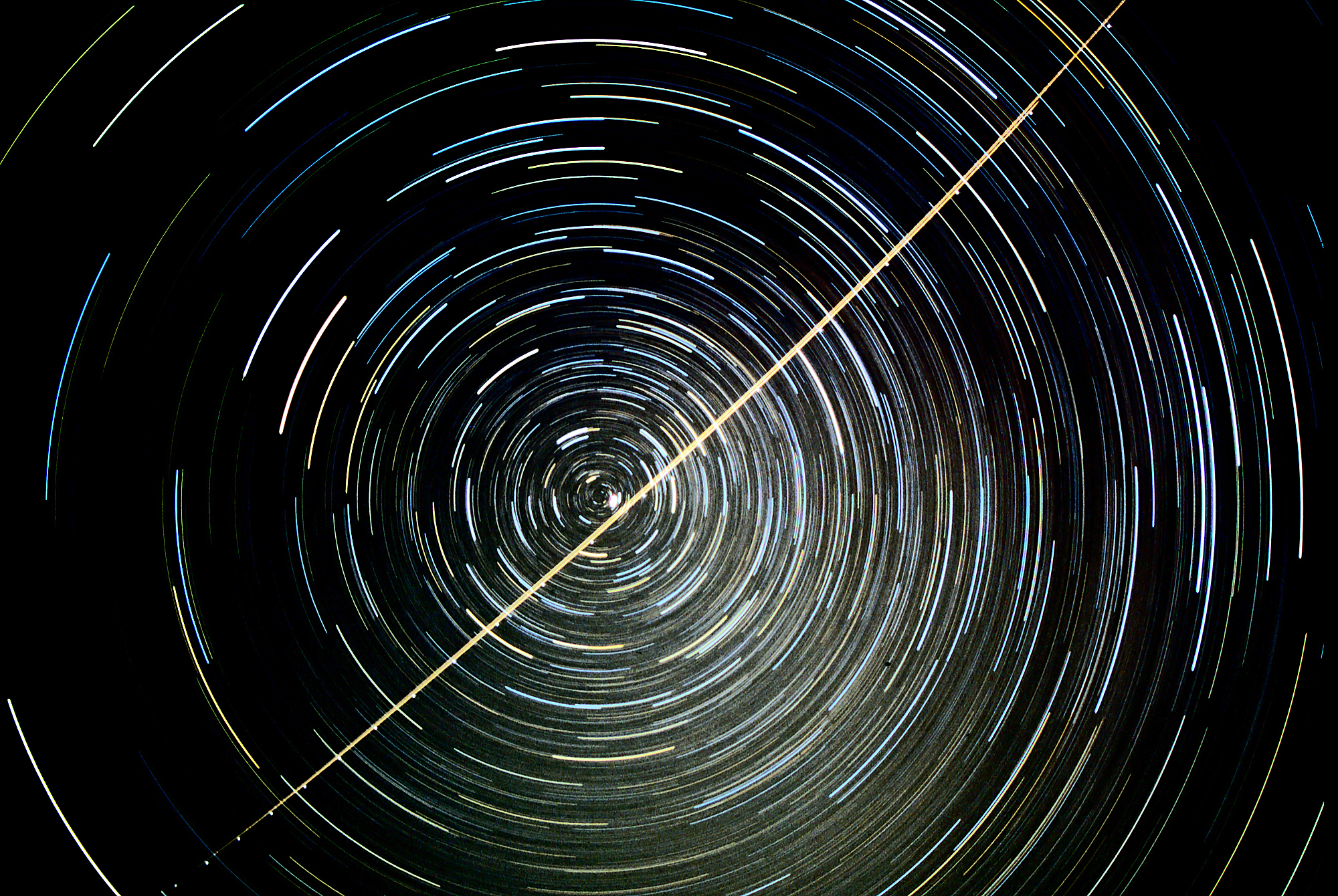
Senda estelar que muestra el movimiento aparente de las estrellas alrededor del polo celeste norte; Polaris es la estrella brillante cerca del polo, justo por encima de la pista del avión.
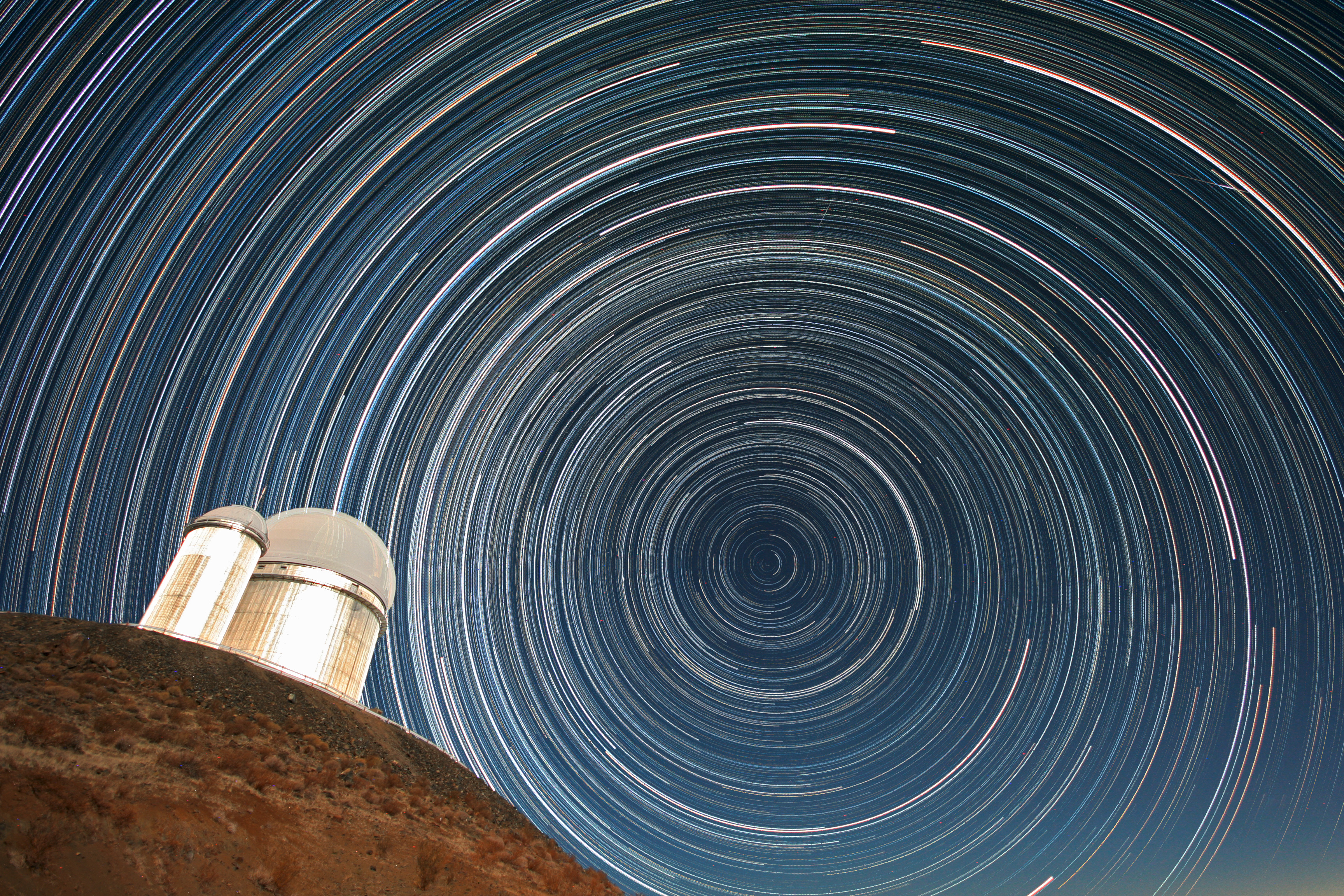
Senda estelar sobre el Telescopio de 3,6 metros de ESO.
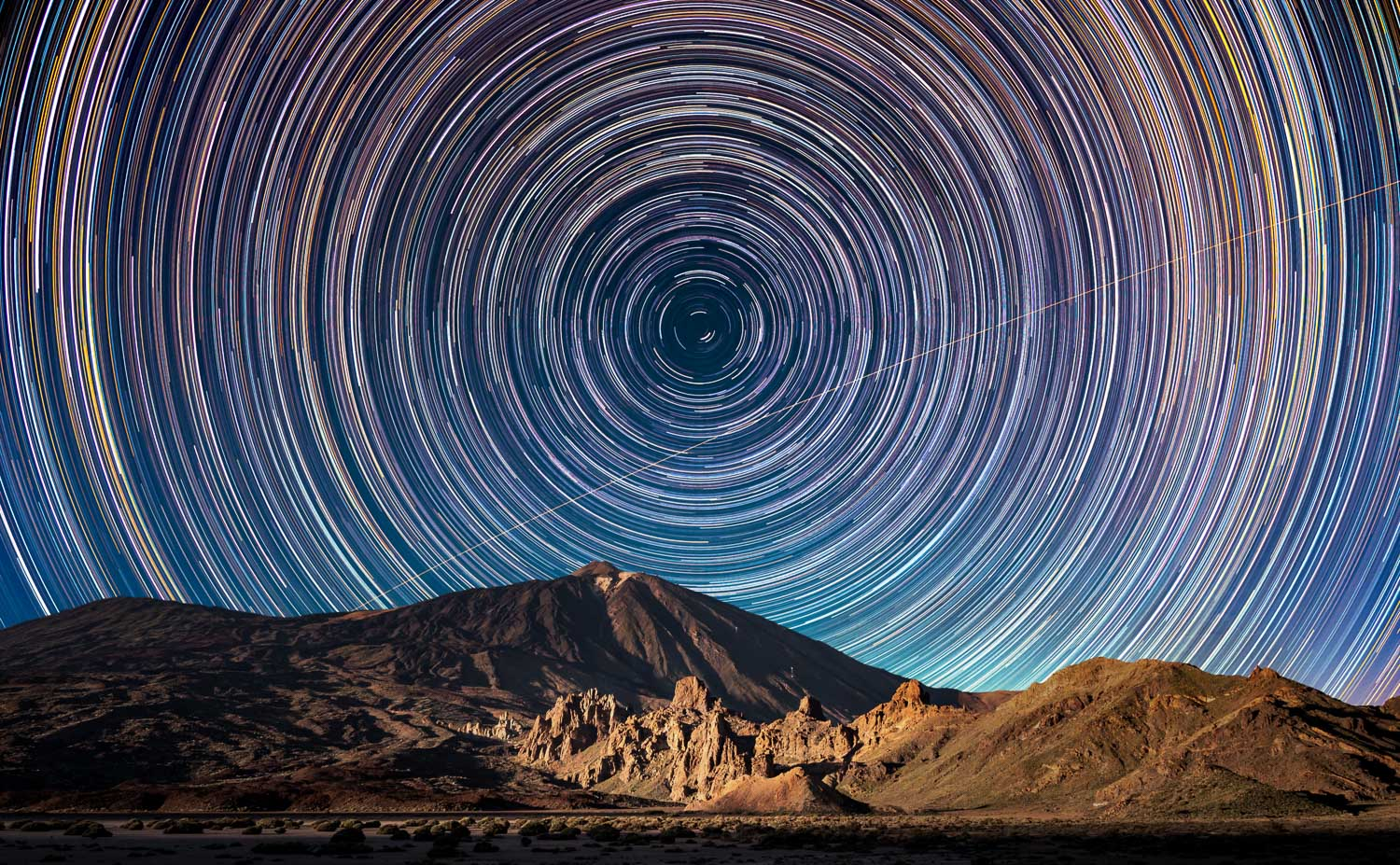
Senda estelar y tránsito de la ISS sobre el volcán Teide, Tenerife, España.
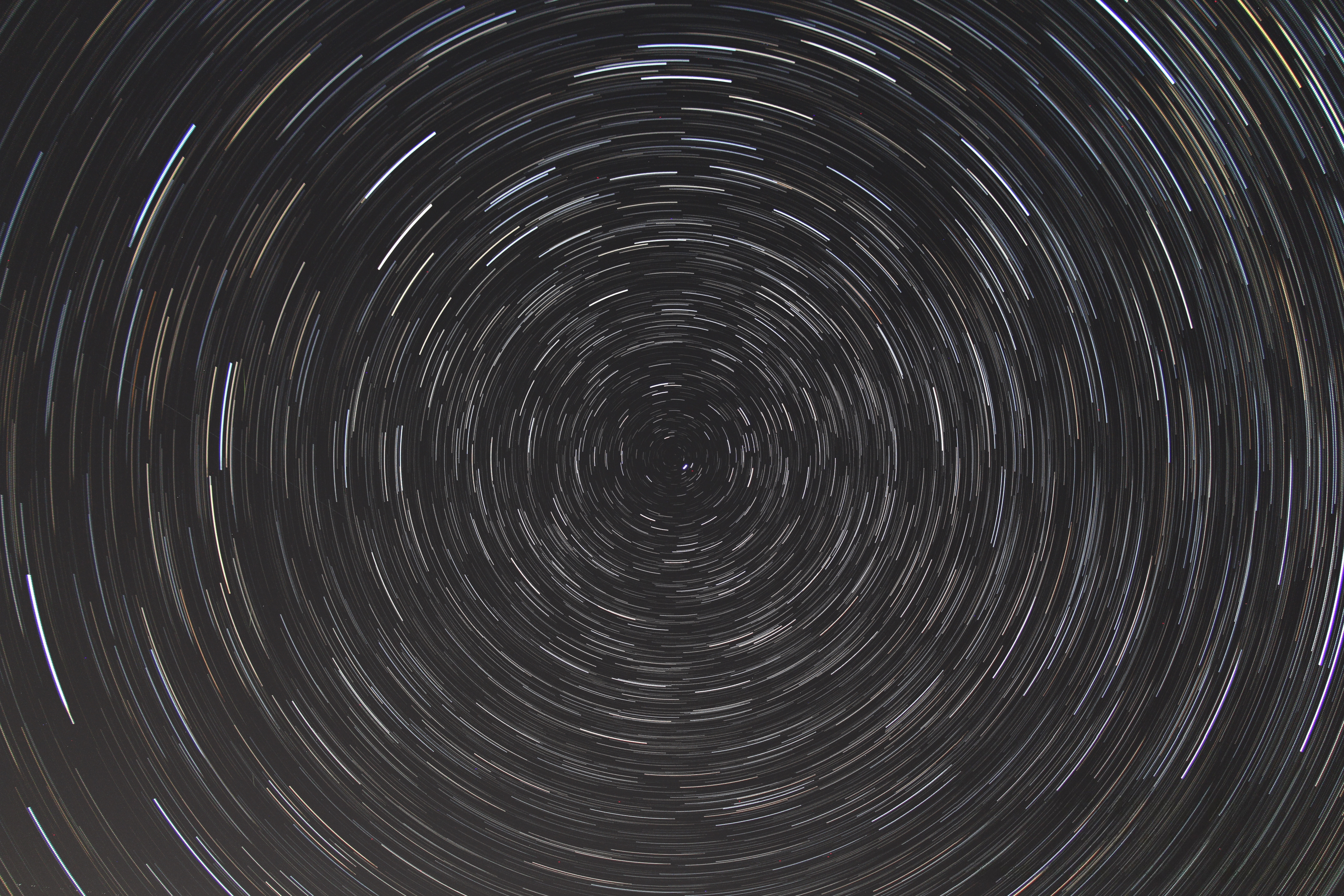
Senda estelar en Waterworks Prairie Park, Iowa.
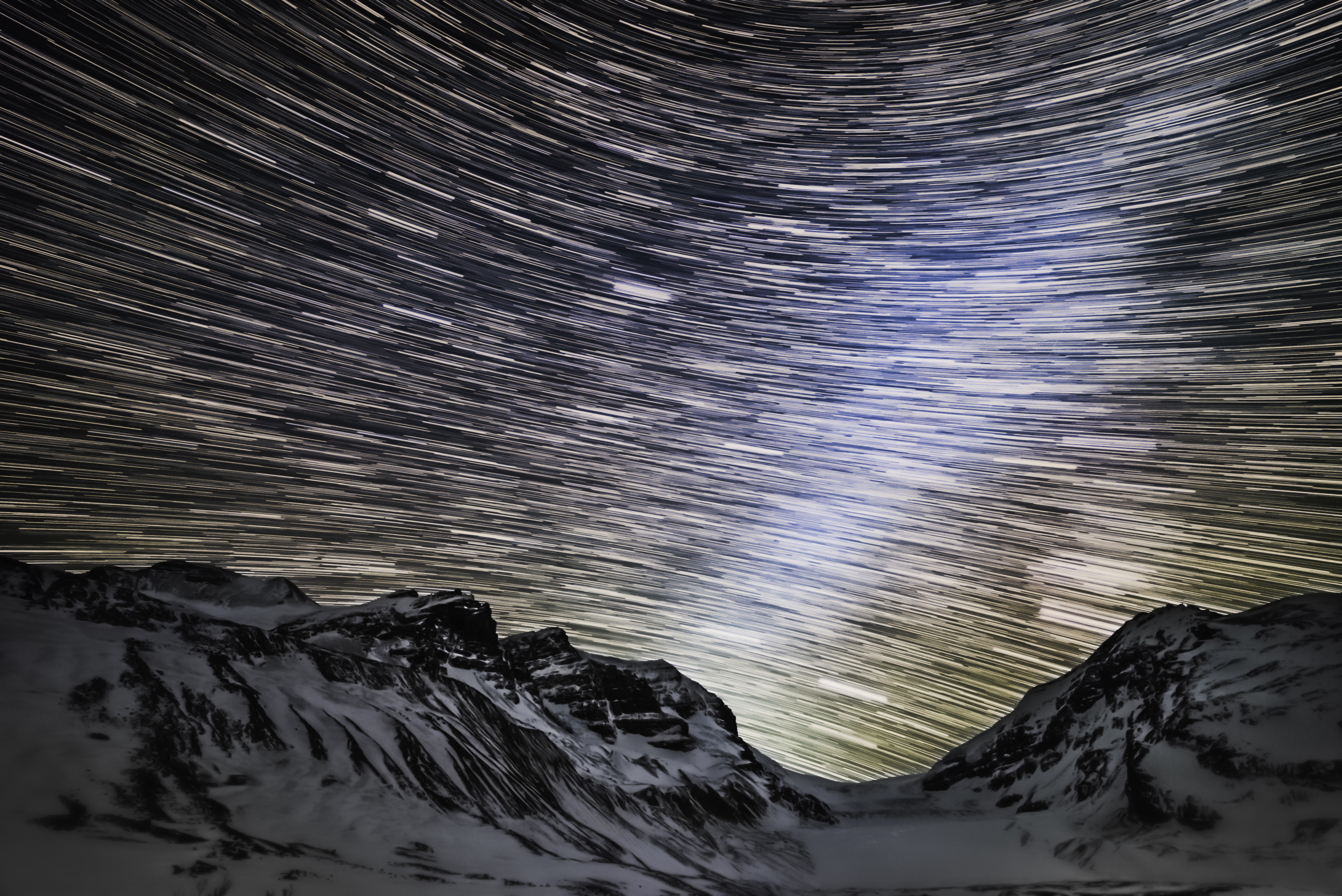
Senda estelar tomada apuntando al ecuador celeste en el Glaciar Athabasca.
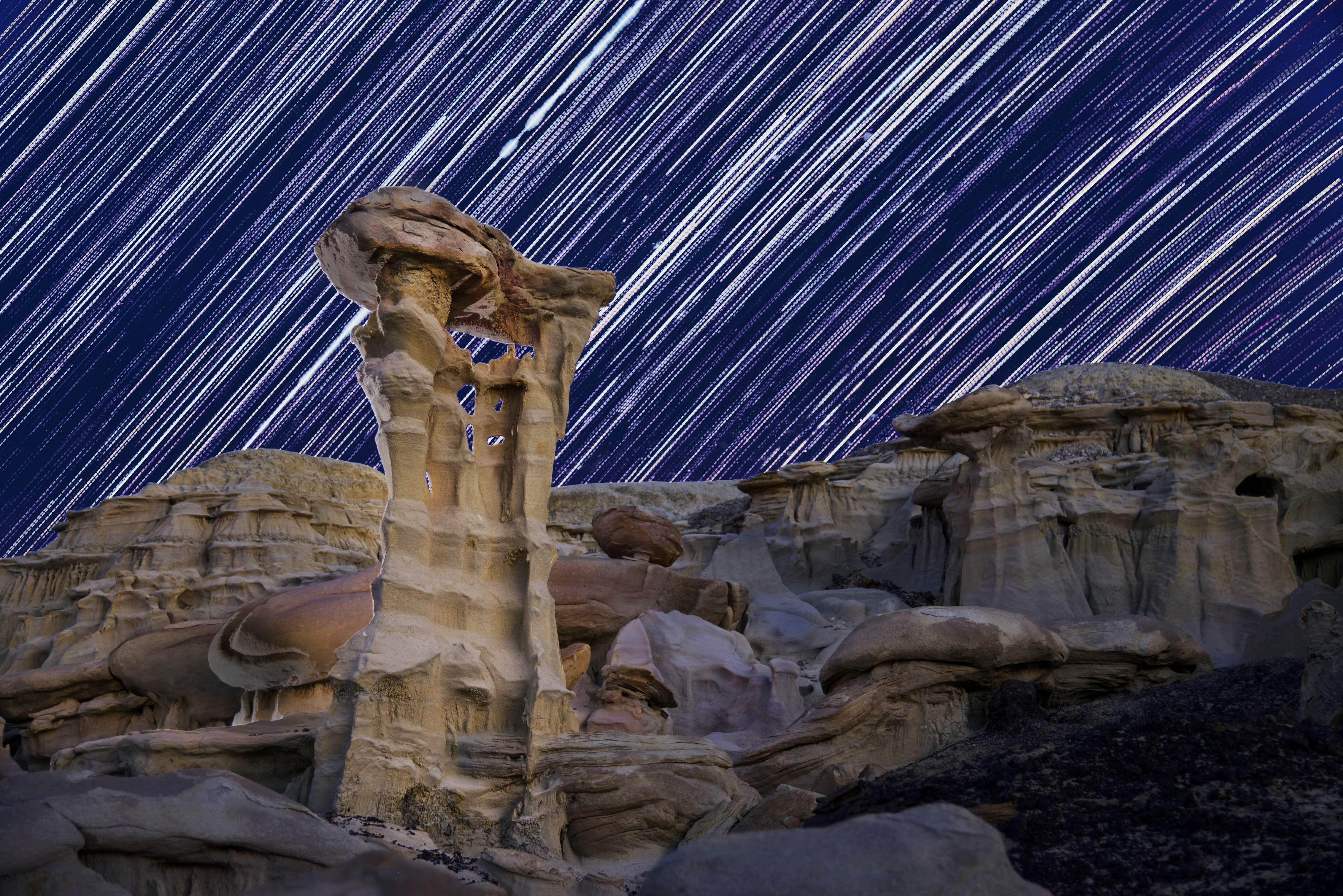
Senda estelar en el condado de San Juan, Nuevo México, apuntando al ecuador.
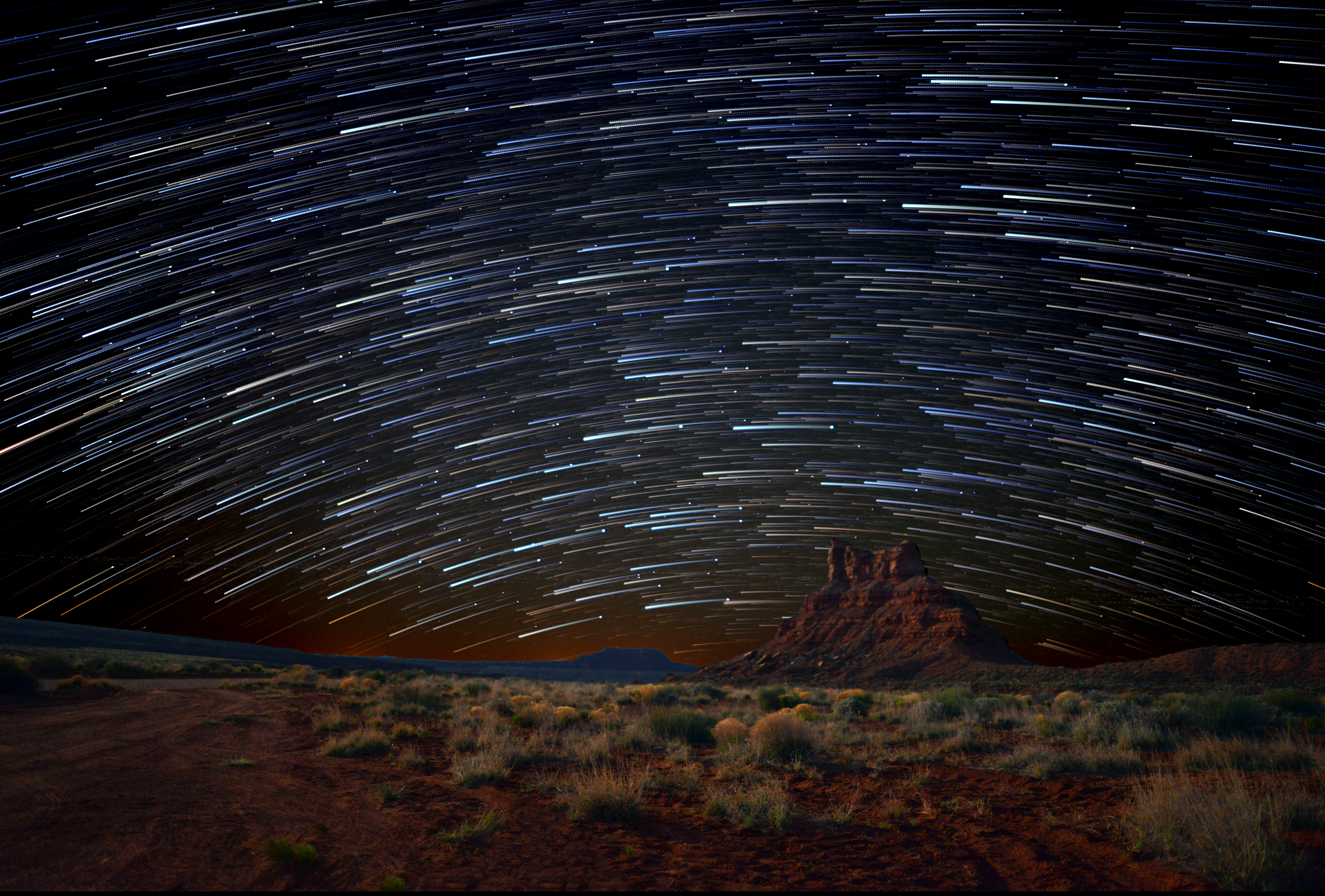
Senda estelar apuntando al sur en Bears Ears National Monument, San Juan (Utah).
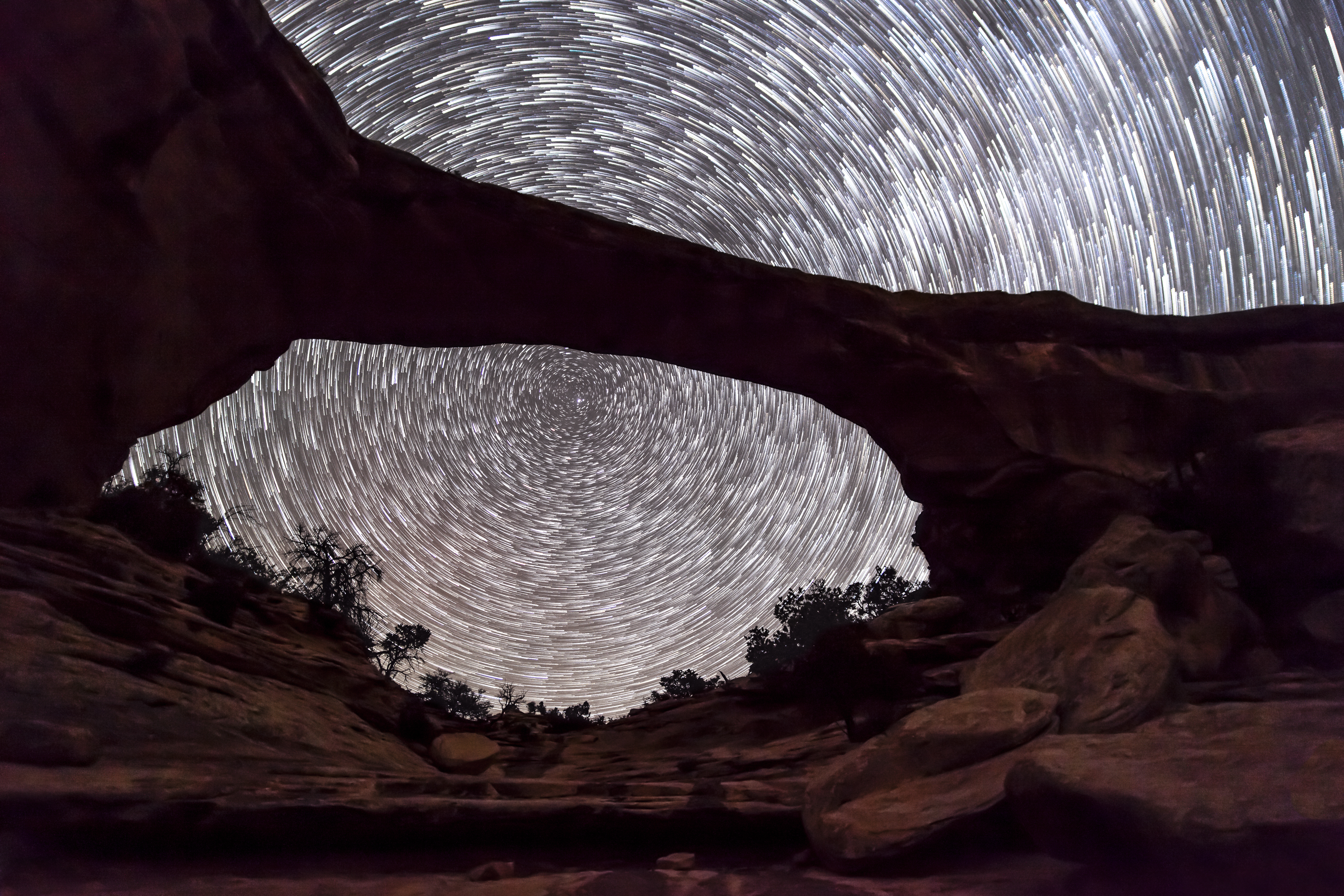
Senda estelar en Owachomo Bridge, Utah, EEUU.
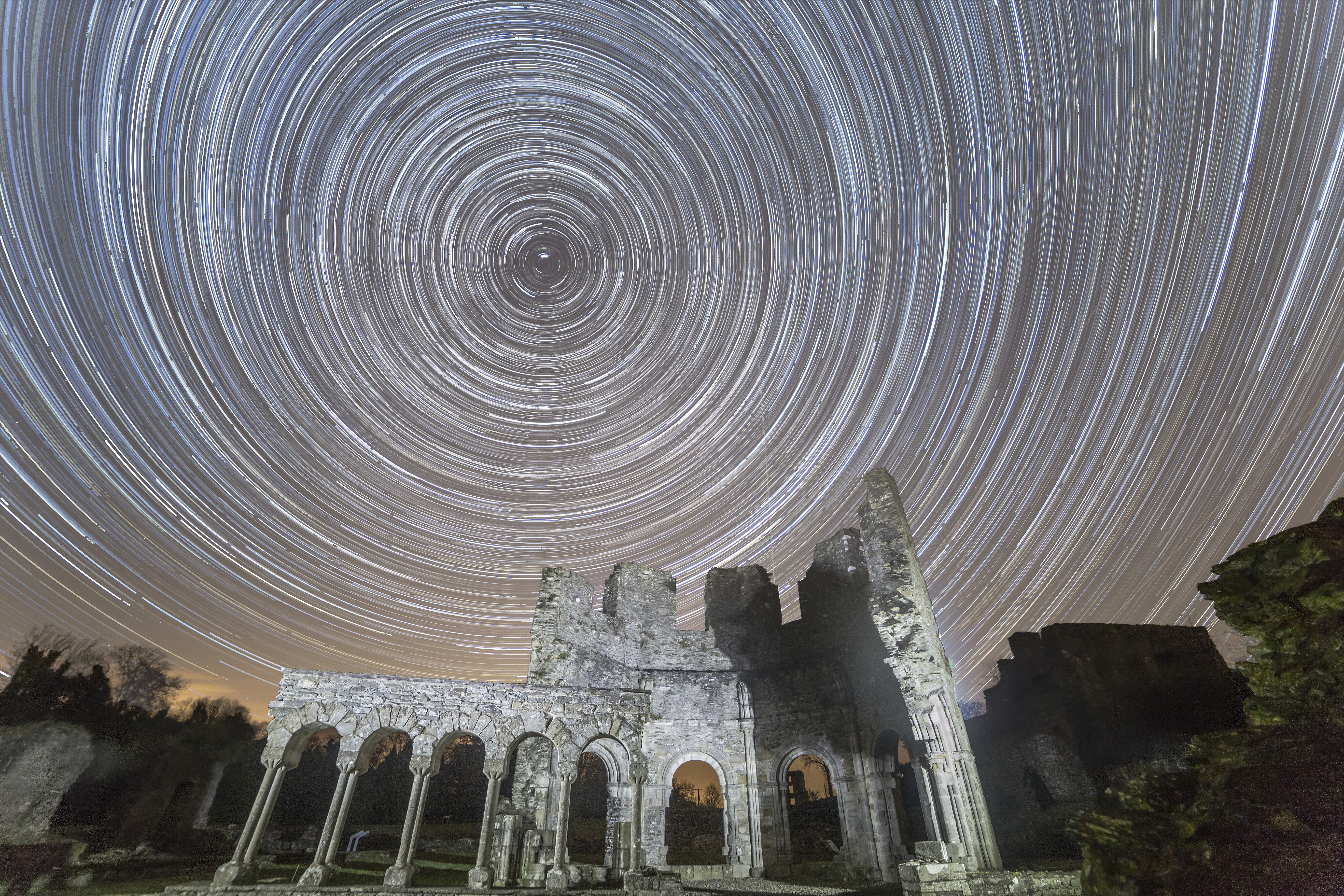
Senda estelar apuntando hacia Polaris sobre las ruinas de una abadía en el condado de Louth, Irlanda.
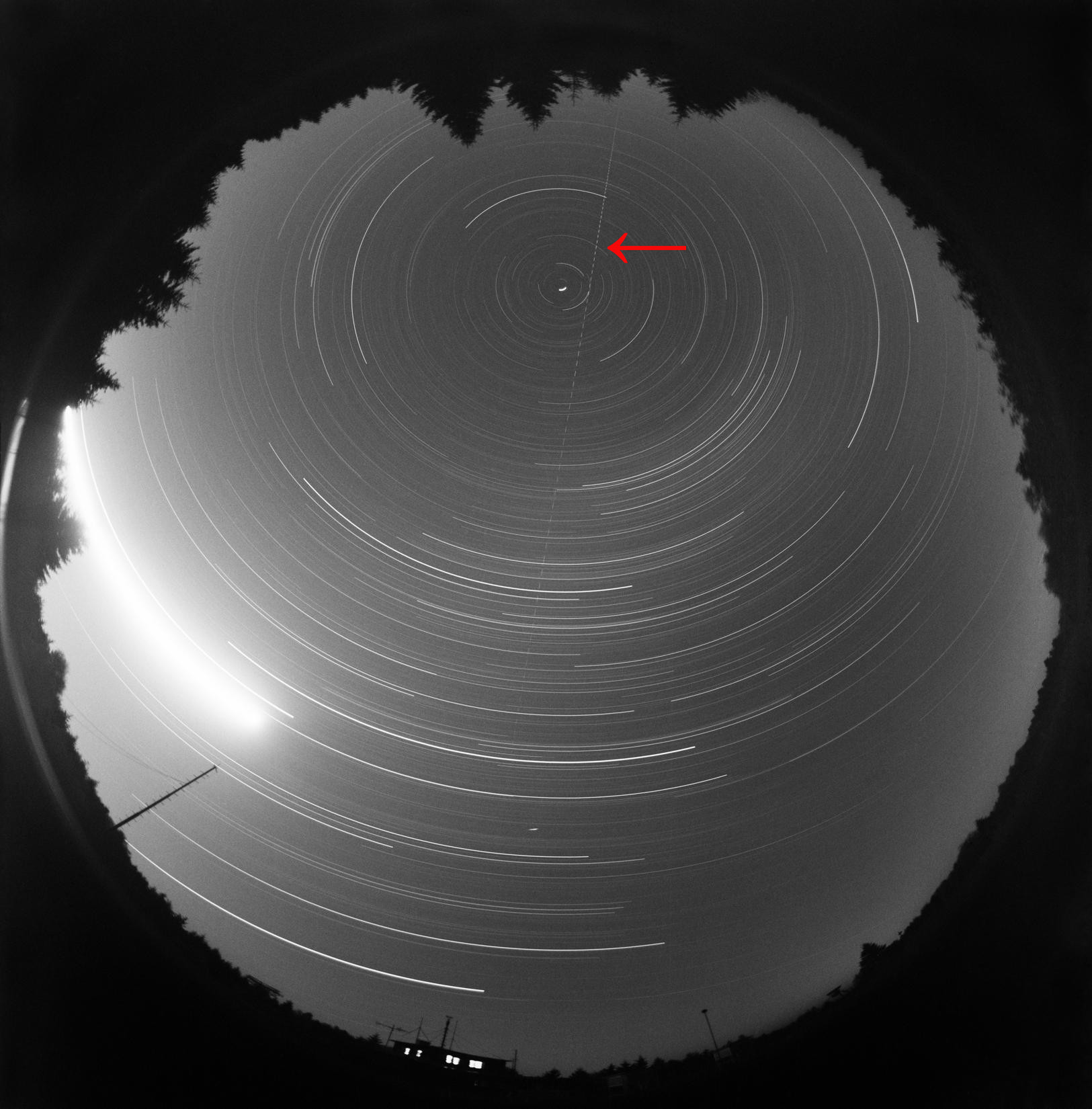
Senda estelar capturada con un objetivo ojo de pez en la que se observa el paso del meteoro (la tenue trayectoria casi vertical justo a la derecha de la estrella polar). La fotografía fue tomada en Červená Hora, en ese entonces en Checoslovaquia. La trayectoria luminosa de la izquierda es la Luna.
- Video de una senda estelar apuntando hacia el polo celeste norte.
- Video de una senda estelar apuntando hacia el norte desde el ecuador terrestre.

### Sendas estelares captados desde la ISS por Don Pettit

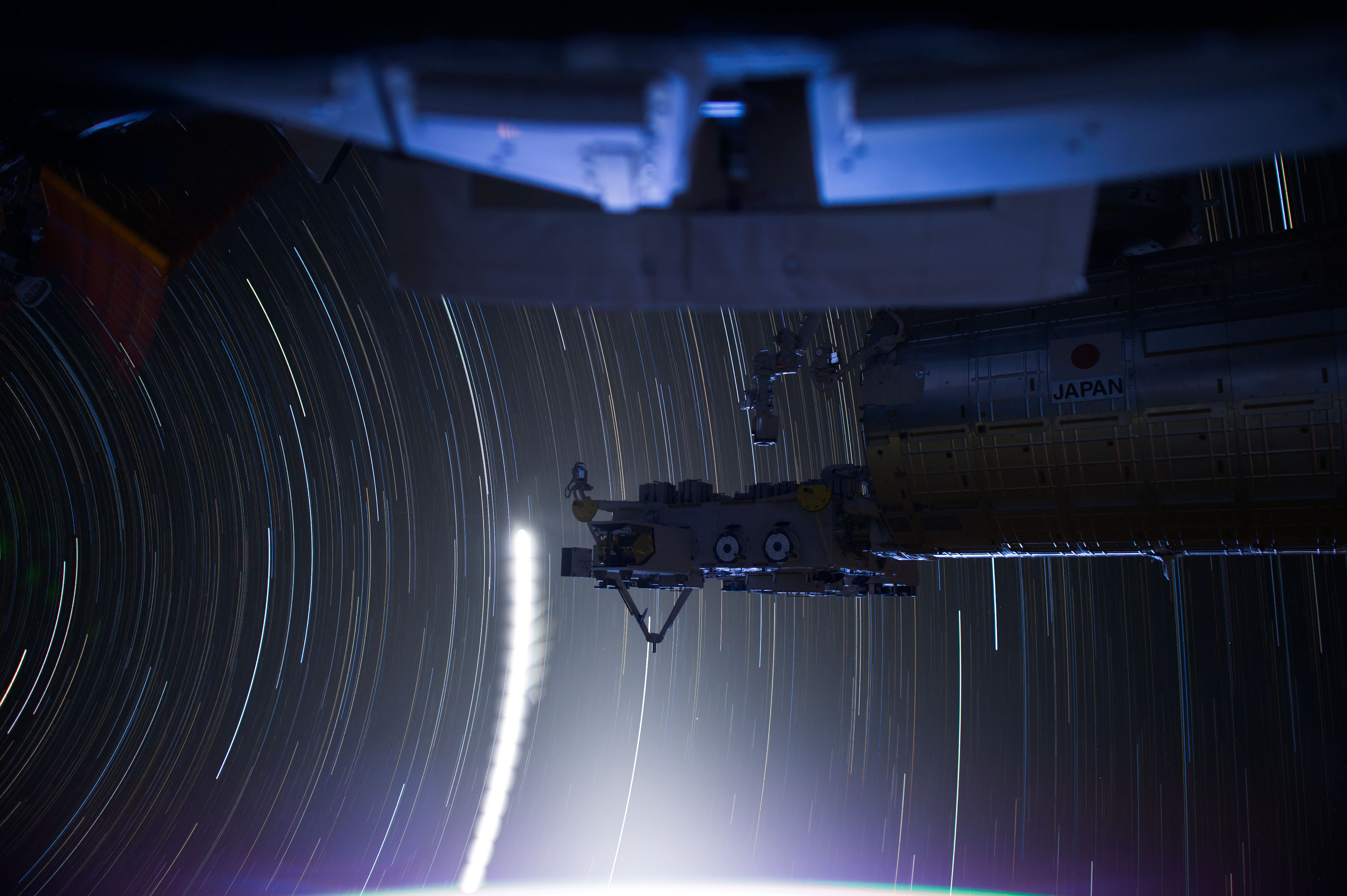
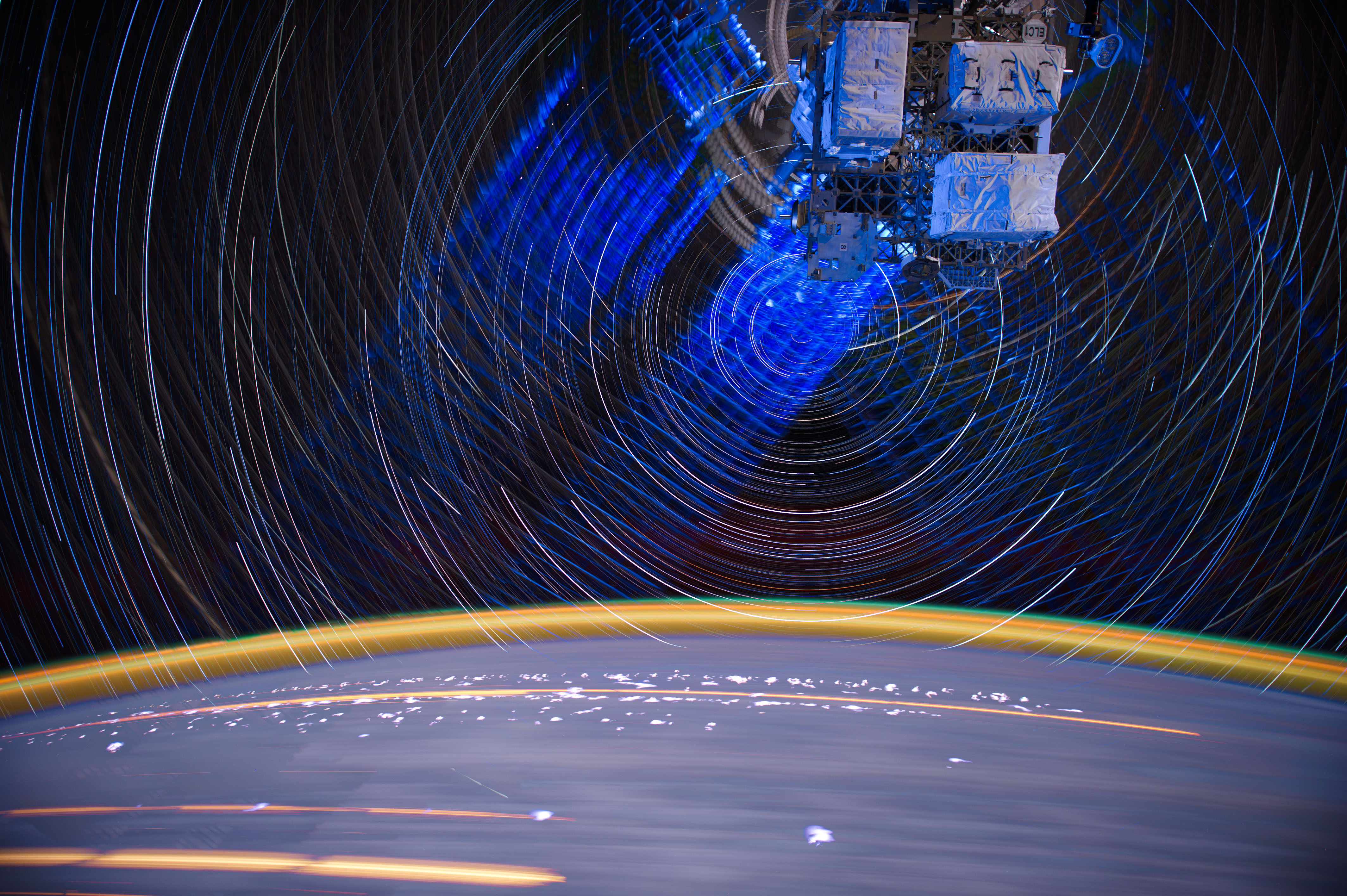
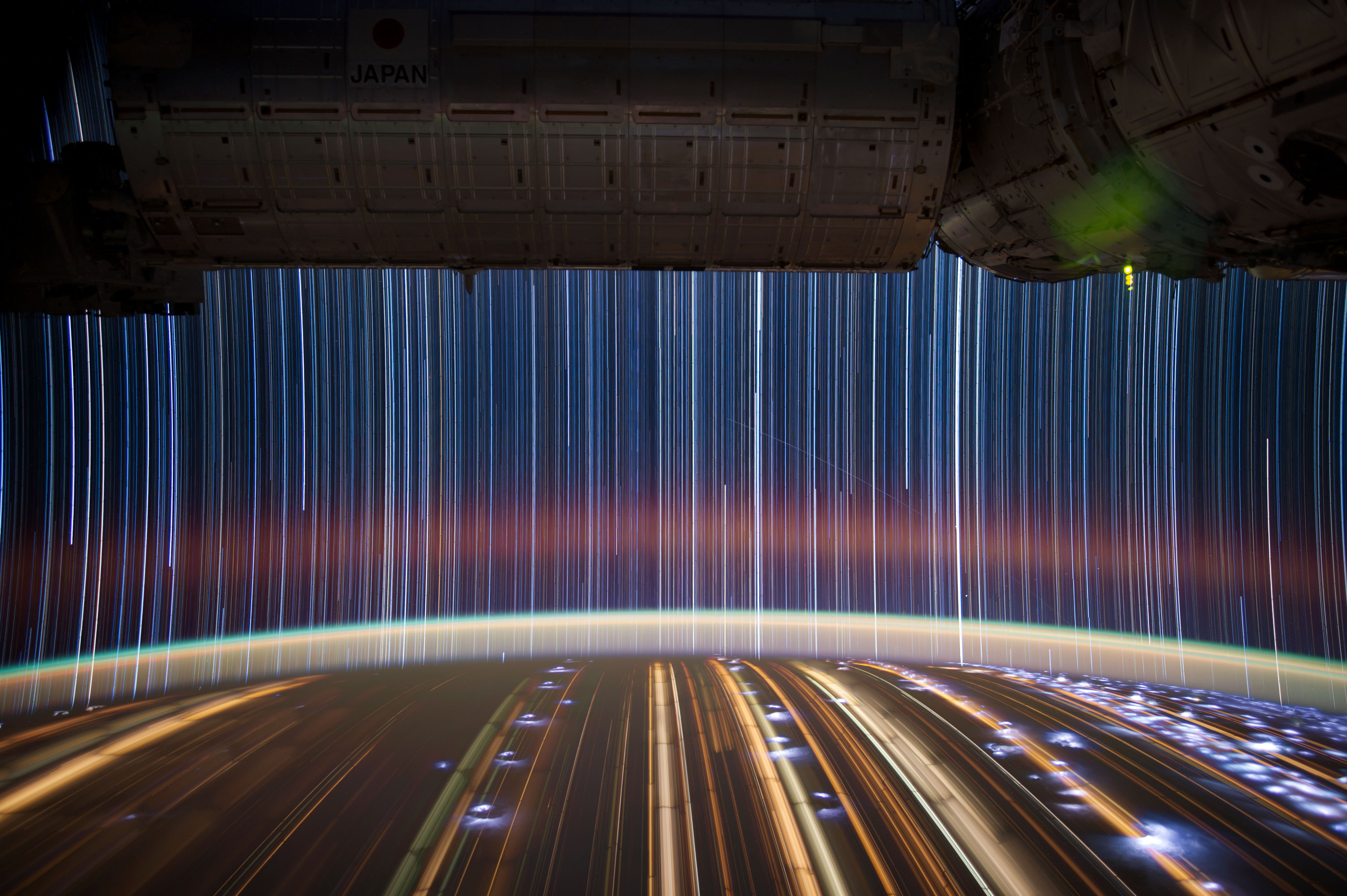
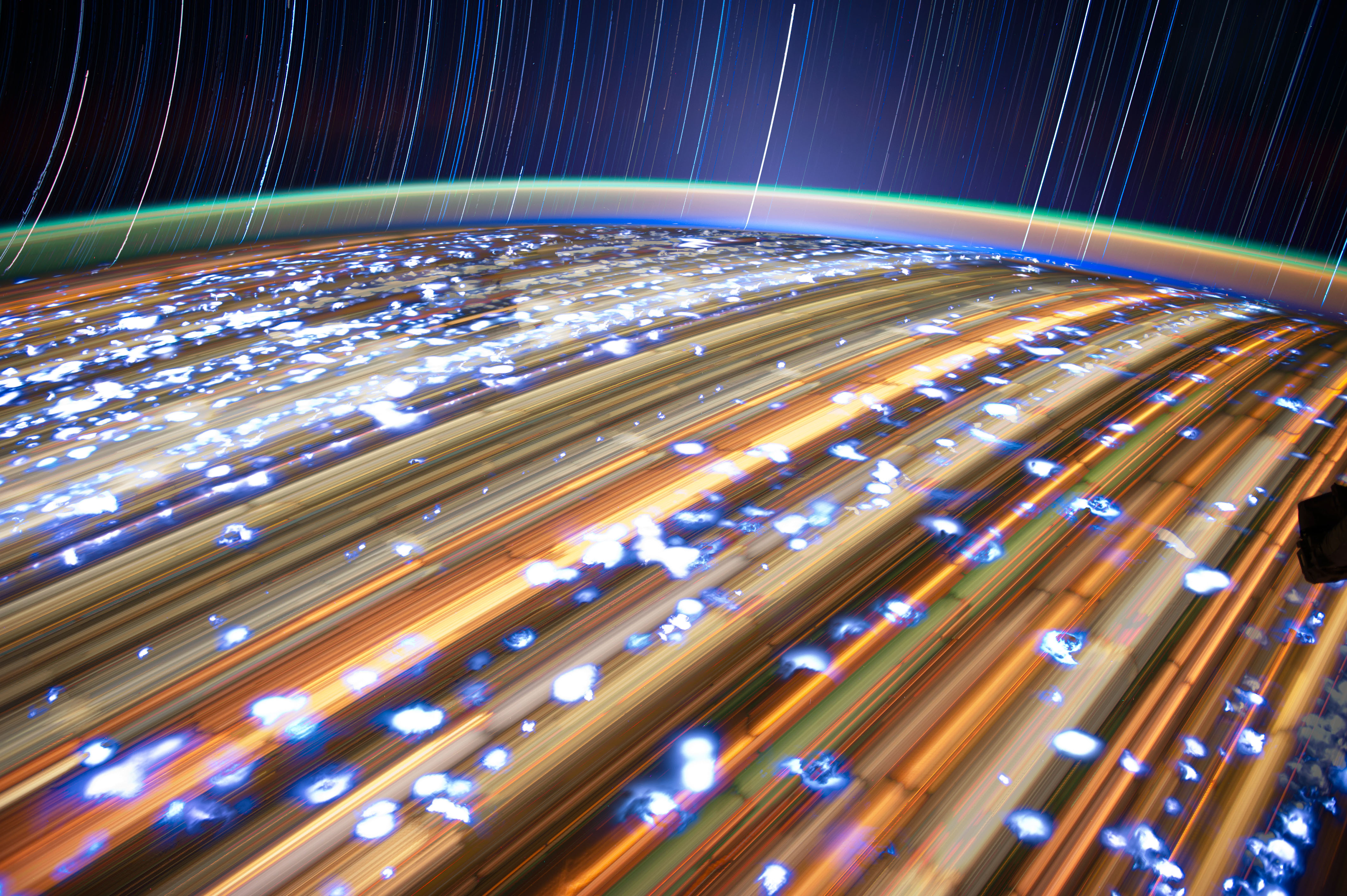
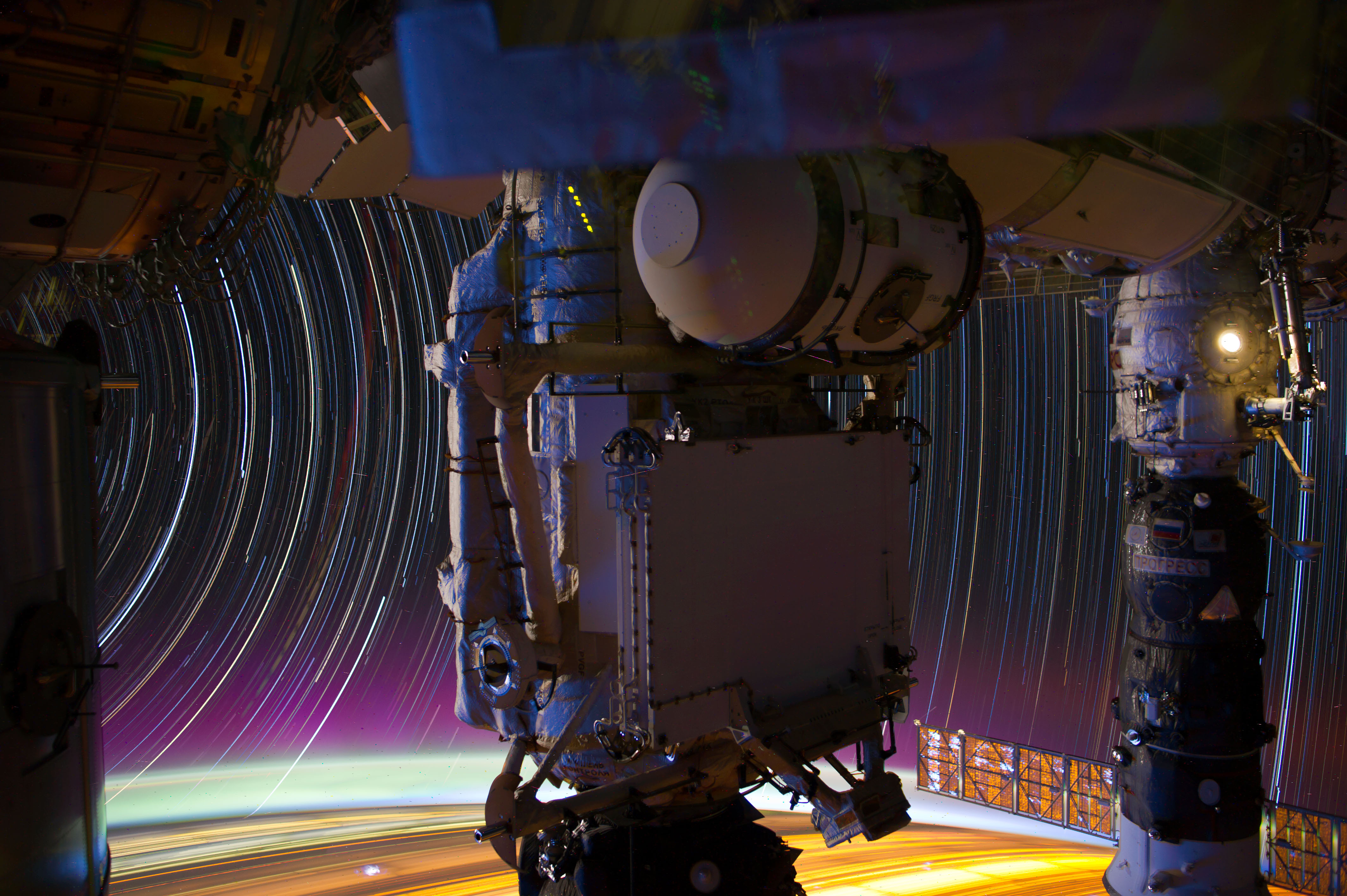
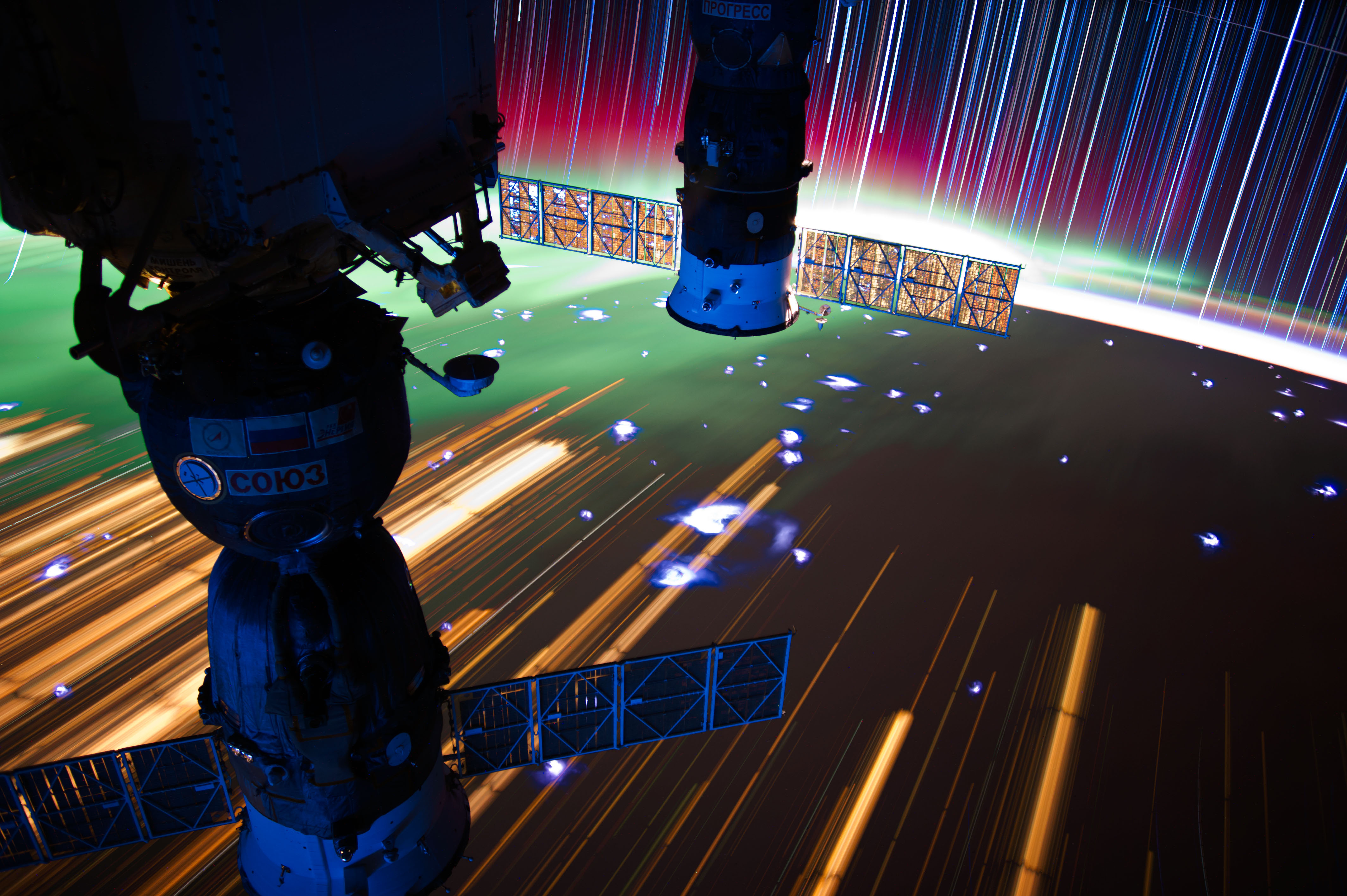